# Holden Special Vehicles
Holden Special Vehicles (HSV) es la división de automóviles deportivos oficialmente designada de la compañía australiana Holden. Fue fundada en 1987 con sede en Clayton Victoria (Australia), la empresa se ha dedicado a modificar modelos de Holden como el Commodore de distancia entre ejes estándar, así como los modelos de distancia entre ejes larga Caprice y Statesman; y el vehículo comercial Ute para su venta nacional y de exportación. HSV también modificó un pequeño número de automóviles dentro de la cartera de General Motors que no son de Holden.
Los vehículos producidos por HSV generalmente se han comercializado con la marca HSV. Sin embargo, en los primeros años, algunos se vendían al por menor con la marca Holden en Australia, mientras que la mayoría de los modelos para exportación, excepto en Nueva Zelanda y Singapur, se vendían al por menor con diferentes nombres, tales como: Vauxhall y Chevrolet Special Vehicles.

## Historia
Holden y Tom Walkinshaw Racing, una operación propiedad del piloto y empresario escocés de automóviles de carreras Tom Walkinshaw, fundaron Holden Special Vehicles (HSV) como una empresa conjunta en 1987. HSV reemplazó efectivamente la operación de vehículos especiales del Holden Dealer Team (HDT) dirigida por Peter Brock, después de que Holden rompiera sus lazos con HDT en febrero de 1987 luego del Polarizador de energía y controversias sobre "HDT Director". Con la desaparición más reciente de las empresas globales de TWR, HSV sigue siendo una sociedad entre Holden y Walkinshaw, siendo la empresa de propiedad conjunta Premoso Pty Ltd.
Desde 1987, HSV ha construido una serie de vehículos modificados, la mayoría de los cuales se han basado en modelos Holden equipados con motores V8 de origen Holden o General Motors (GM).
El primer automóvil desarrollado por HSV fue el Holden VL Commodore SS Group A SV de 1988, que recibió la insignia y fue vendido por Holden para su homologación como turismo de competición en el Grupo A. Luego ganó la carrera de 1990 Bathurst 1000. El primer coche desarrollado, etiquetado y vendido como HSV fue el SV88.
HSV comenzó a convertir muscle cars Chevrolet Camaro y camionetas Chevrolet Silverado de volante a la izquierda a volante a la derecha según los estándares de fábrica de GM a mediados de 2018. Los coches se venden con garantía de fábrica a través de concesionarios Holden seleccionados. Para hacer frente a la expansión, HSV se mudó a unas nuevas instalaciones, también en Clayton, a principios de 2018. Aumentó el número de puestos de trabajo de 130 a 150 empleados para hacer frente al aumento de la producción.
Con GM descontinuando Holden en 2021, una subsidiaria de GM recién formada, General Motors Specialty Vehicles (GMSV), importa y distribuye la Silverado en la región de Australasia a partir de noviembre de 2020. GMSV maneja la distribución de vehículos Chevrolet clave. Walkinshaw Automotive Group, la empresa matriz de HSV, continúa refabricando la Silverado 1500 en nombre de GMSV.

## Placas de identificación
La siguiente es una lista alfabética de las placas de identificación más notables y populares utilizadas por HSV.
 Avalanche
El HSV Avalanche es un vehículo utilitario deportivo (SUV) crossover de tracción en las cuatro ruedas que se fabricó de 2003 a 2005. Estaba basado en el Holden Adventra crossover wagon LX8, la gama Avalanche también incorporó un modelo conocido como Avalanche XUV, derivado del Holden Crewman Cross8. El Avalanche se ha construido sobre la siguiente serie:
- VY (2003-2005)
- VZ (2005)

 ClubSport
El HSV Clubsport o ClubSport es un sedán tamaño completo deportivo que ha representado el mayor volumen de ventas de la marca desde su introducción en 1990. Se basó en la gama Commodore convencional y ha sido el modelo de VHS de nivel de entrada, excepto entre 1995 y 1998, cuando ese papel fue ocupado por la gama Manta. En 1999, HSV introdujo una especificación superior conocida como "R8". El Clubsport se ha construido sobre las siguientes series:
- VN (1990-1991)
- VP (1991–1993)
- VR (1993–1995)
- VS (1995-1997)
- VT (1997–2000)
- VX (2000–2002)
- VY (2002-2004)
- VZ (2004-2006)
- VE (2006-2013)
- VF (2013-2017)

 Coupé
El HSV Coupé es un Gran turismo de alto rendimiento que se fabricó de 2001 a 2006. Se basó en el Holden Monaro, la adaptación del Coupé del tercera generación Holden Commodore. Su gama de modelos estándar incluía el GTO y el GTS. En 2004, el GTS se suspendió y se introdujo el Coupé4 de tracción total. Los modelos de edición limitada incluyeron el GTO LE (2003 y 2006) y el GTO Signature (2006). El Coupé se ha construido sobre las siguientes series:
- VX (2001-2002)
- VX Serie II (2002-2004)
- VZ (2004-2006)

 Grange
El HSV Grange es un sedán de tamaño completo de lujo y se basó en los gemelos de lujo Holden Statesman y Caprice. The Grange ha representado la oferta de lujo más superior de la línea de la marca HSV. Desde 1997, esta placa de identificación ha reemplazado a los modelos HSV Statesman y Caprice. The Grange se ha construido sobre las siguientes series:
- VS (1997-1999)
- WH (1999-2003)
- VY (2003-2004)
- VZ (2004-2006)
- VE (2006-2013)
- MB (2013-2016)

 GTS
El HSV GTS es un sedán de tamaño completo de alto rendimiento que se basó en la gama Commodore convencional. Excluyendo las ediciones especiales con motor V6 vendidas en Nueva Zelanda en las series VN y VP, el GTS con el V8 original y adecuado se introdujo en Australia en 1992 con la serie VP. El GTS ha representado la oferta más poderosa de la marca HSV hasta la fecha. Con la excepción de la Serie Z, cuando no formaba parte de la gama, el GTS se ha construido sobre las siguientes series:
- En 1990, HSV construyó modelos especiales GTS con motor V6 para Nueva Zelanda en las series VN y VP.
- VP (1991-1993)
- VR (1993–1995)
- VS (1995-1997)
- VT (1997–2000)
- VX (2000-2002)
- VY (2002-2004)
- VE (2006-2013)
- VF (2013-2017)

 Maloo
El HSV Maloo es una utilidad de rendimiento que se ha producido desde 1990 y se basó en el Holden Ute. Sus características distintivas han sido con un V8 de alto rendimiento y paquete de carrocería completos. El nombre "Maloo" significa "trueno" en un idioma aborigen. Se dice que el exdirector gerente de HSV, John Crennan, acuñó el nombre del vehículo después de leer un libro sobre aborígenes australianos.
En 2001, HSV introdujo una especificación "R8" superior. En junio de 2006, un Maloo R8 de la serie Z de producción regular rompió el "récord de la camioneta de alto rendimiento de producción en serie más rápida del mundo", con un registro de 271 km/h (168 mph) batiendo al poseedor del récord anterior, un Dodge Ram SRT 10 por 22 km/h (13,7 mph).
El Maloo se ha construido sobre la siguiente serie:
- VG (1990–1991)
- VP (1991–1993)
- VR (1993–1995)
- VS (1995–2000)
- VU (2000–2002)
- VY (2002–2004)
- VZ (2004–2007)
- VE (2007–2013)
- VF (2013–2017)

La versión más poderosa y desarrollada fue la Gen-F GTS Maloo con 430 kW (585 CV; 577 HP), que se lanzó en noviembre de 2014. Presentaba mecánicas de sedán GTS excepto por la configuración de suspensión "Magnetic Ride Control" que, debido a las oportunidades de desarrollo limitadas, HSV dejó exclusivamente para el sedán GTS, Senator Firma y Grange. Este Maloo se limitó originalmente a 165 unidades, luego se aumentó a 250 más 10 para exportar a Nueva Zelanda.
 Senator
El HSV Senator es un sedán deportivo de lujo de tamaño completo que se introdujo por primera vez en 1992. Se basó en los gemelos Holden Berlina y Calais. Desde 1997, HSV ofreció una variante de vagón, basada únicamente en la Berlina, ya que el Calais nunca se construyó con esa forma de carrocería y un modelo de especificación superior conocido como "Senator Signature". El Senador se ha construido sobre la siguiente serie:
- VP (1992–1993)
- VR (1993–1995)
- VS (1995–1997)
- VT (1997–2000)
- VX (2000–2002)
- VY Series (2002–2004)
- VZ (2004–2006)
- VE (2006–2013)
- VF (2013–2017)

 SV88
El HSV SV88 fue el primer automóvil en llevar la insignia HSV y fue diseñado para competir contra el modelo Director de desempeño de lujo de Holden Dealer Team (HDT). El SV88 se lanzó en 1988 y se basó en el lujo Calais de la serie VL.
 W427
El HSV W427 fue un buque insignia de edición limitada basado en la Serie E, que se lanzó para celebrar el 20 aniversario de la compañía en 2008. También fue un automóvil producido para abordar la decepción pública causada por HSV enlatando su ambicioso proyecto HRT 427 presentado en 2002. Fue impulsado por un V8 LS7 de 7011 cm³ (7 L; 427,8 plg³) con 375 kW (510 CV; 503 HP) a 6500 rpm y 640 N·m (472 lb·pie) a 5000 rpm de par máximo.

## Modelos basados en Holden por serie

### VL
El Holden VL Commodore SS Group A SV fue el primer automóvil producido por HSV. Desarrollado bajo contrato con Holden, fue lanzado en marzo de 1988. Se hicieron modificaciones al estándar Holden V8 de 5.0 litros para producir 180 kW (245 CV; 241 HP) a 5200 rpm y 380 N·m (280 lb·pie) a 4000 rpm. Conocido por el kit de carrocería polarizante y el color plateado azulado, el VL Group A SS también fue el primer modelo en presentar una versión con inyección de combustible del Holden V8, con el primer VN Holden Commodore V8 de inyección electrónica (EFI) no lanzado hasta agosto de 1988. El SV88 El modelo se basó en el VL Holden Calais y utilizó una versión del V8 con carburador que producía 136 kW (185 CV; 182 HP).
La gama de vehículos de esta serie incluía (en orden cronológico):
- Commodore SS Grupo A SV, con insignia y vendido como  'Holden'  para fines de homologación de carreras
- SV88
- SV F20.

| Modelo                         | Motorización                            | Potencia                           | Par máximo                        | Neumáticos                                         | 0 a 100 km/h (0 a 62 mph) | 0-1/4 de milla (402 m) | Velocidad máxima   |
| ------------------------------ | --------------------------------------- | ---------------------------------- | --------------------------------- | -------------------------------------------------- | ------------------------- | ---------------------- | ------------------ |
| Holden Commodore SS Group A SV | 4987 cm³ (5 L; 304,3 plg³) V8           | 180 kW (245 CV; 241 HP) @ 5200 rpm | 380 N·m (280 lb·pie) @ 4000 rpm   | 205/55 VR 16 pulgadas (40,6 cm) – Bridgestone RE71 | 6.9 segundos              | 15.1 segundos          | 230 km/h (143 mph) |
| SV88                           | 4987 cm³ (5 L; 304,3 plg³) V8           | 136 kW (185 CV; 182 HP) @ 4400 rpm | 355 N·m (261,8 lb·pie) @ 3200 rpm | 205/55 VR 16 pulgadas (40,6 cm) – Bridgestone RE71 | 8.98 segundos             | 16.44 segundos         |                    |
| SV F20                         | 2962 cm³ (3 L; 180,8 plg³) I6           | 114 kW (155 CV; 153 HP) @ 5200 rpm | 247 N·m (182,2 lb·pie) @ 3200 rpm | 205/55 VR 16 pulgadas (40,6 cm) – Bridgestone RE71 |                           |                        |                    |
| SV F20 Turbo opción            | 2962 cm³ (3 L; 180,8 plg³) I6 con turbo | 150 kW (204 CV; 201 HP) @ 5200 rpm | 296 N·m (218,3 lb·pie) @ 3200 rpm | 205/55 VR 16 pulgadas (40,6 cm) – Bridgestone RE71 | 7.63 segundos             | 15.5 segundos          | 223 km/h (139 mph) |

### VN/VG/VQ
HSV desarrolló varios modelos basados en el VN Holden Commodore, el más potente de los cuales fue el Commodore SS Group A SV construido para los requisitos de homologación de turismos de Holden. Presentaba una versión ampliamente modificada del V8 de 5.0 litros de Holden para producir 215 kW (292 CV; 288 HP) a 5200 rpm y 411 N·m (303 lb·pie) a 4000 rpm acoplado a una transmisión manual ZF S6-40 de seis velocidades como se usa en el  Chevrolet Corvette ZR-1. También se realizaron mejoras en la suspensión, neumáticos y frenos. Aunque se planeó originalmente una producción total de 500 autos por razones de homologación de carreras, solamente 302 se produjeron finalmente en orden no secuencial, lo que significa que el número de construcción 450 puede existir mientras que el número de construcción 100 puede no existir. El VN Group A SS fue el último Holden construido como especial de carreras de homologación.
Otros modelos utilizados ya sea 180 kW (245 CV; 241 HP) o 200 kW (272 CV; 268 HP) versiones del mismo V8 excepto el SV3800, que tenía un V6 de 3791 cm³ (3,8 L; 231,3 plg³) con 179 kW (243 CV; 240 HP). En 1990, se lanzó el primer HSV Maloo, basado en la serie VG Holden Ute de la época. La carrocería más ligera de Ute proporcionó una ventaja de rendimiento sobre las otras contrapartes sedán HSV. Los modelos basados en la distancia entre ejes larga Holden VQ Caprice se lanzaron poco después. El SV90 y SV93 fueron tratados con suspensión reelaborada, vía delantera más ancha y el 180 kW (245 CV; 241 HP) V8. El Statesman 5000i (en forma de serie I y II) presentó 200 kW (272 CV; 268 HP).
La serie VN también generó modelos regionales con motor HSV V6, que son menos conocidos y se basan ampliamente en los modelos Holden Commodore con complementos HSV.
La gama de vehículos de esta serie incluía (en orden alfabético):
- Challenger (V6 especial construido para distribuidores de Canberra)
- Clubsport
- DMG90 (construcción especial V6 para distribuidores de Queensland)
- GTS V6 (Exportación de Nueva Zelanda)
- LS (V6 utilitario)
- Maloo (V8 utilitario)
- Statesman 5000i
- Statesman 5000i
- Statesman SV90
- Statesman SV93
- SV LE (sedán y vagón)
- SV89 (basado en el sedán)
- SV3800
- SV5000
- SV T-30

and
- el Holden Commodore SS Group A SV, nuevamente con insignia y vendido como Holden para propósitos de homologación de carreras.

| Modelo                         | Motor      | Potencia                           | Par máximo                        | Neumáticos                                       | 0 a 100 km/h (0 a 62 mph) | 0-1/4 de milla (402 m) | Velocidad máxima   | Precio sugerido                      |
| ------------------------------ | ---------- | ---------------------------------- | --------------------------------- | ------------------------------------------------ | ------------------------- | ---------------------- | ------------------ | ------------------------------------ |
| Holden Commodore SS Group A SV | 4987 cc V8 | 215 kW (292 CV; 288 HP) @ 5200 rpm | 411 N·m (303,1 lb·pie) @ 4000 rpm | 235/45 ZR 17 pulgadas (43,2 cm) - Goodyear Eagle | 6.5 segundos              | 14.5 segundos          | 253 km/h (157 mph) | >68 000 $ (del previsto de 50 000 $) |

### VP

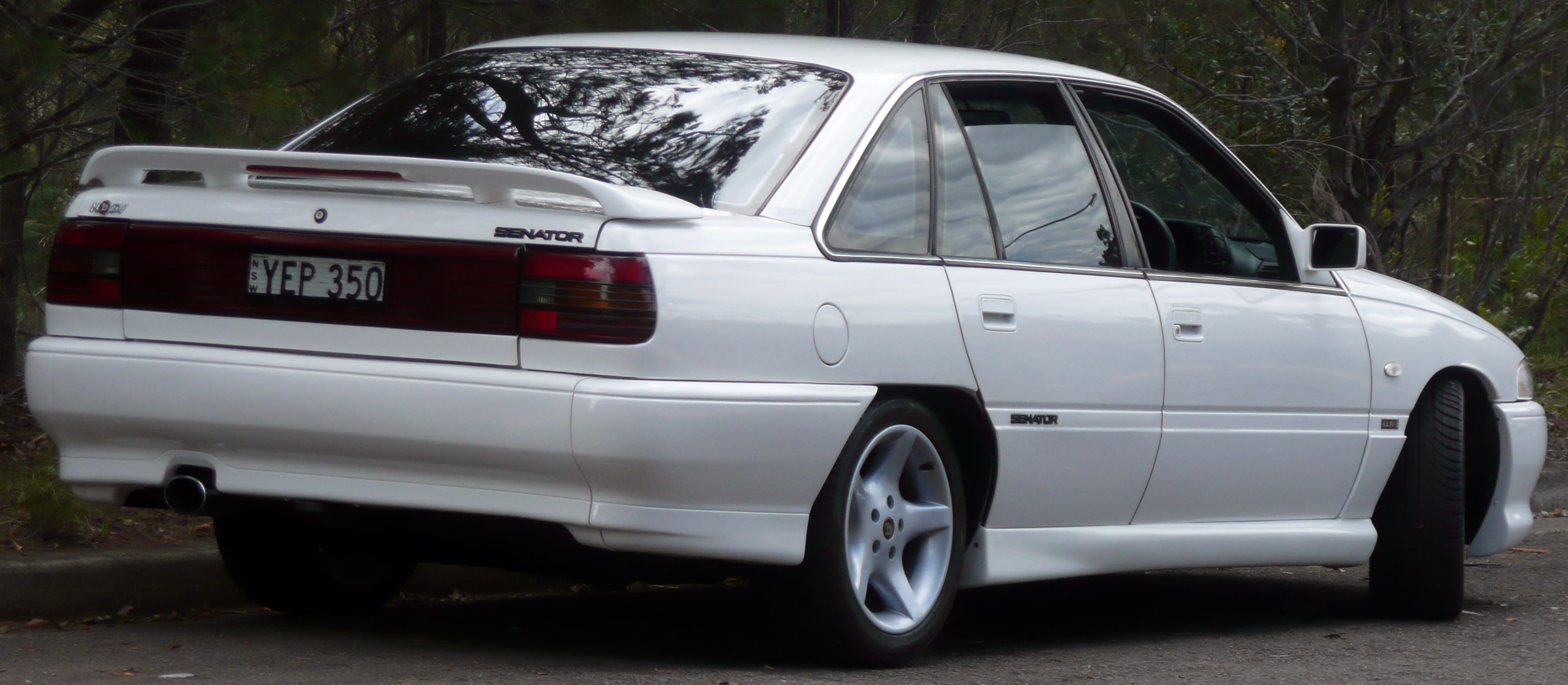
1992 HSV Senator

Con el lanzamiento de la serie VP, HSV comenzó a introducir  suspensión trasera independiente (IRS) a sus modelos, así como a introducir nuevos nombres de modelos, Senator y GTS, que se siguen utilizando hasta el día de hoy. Mientras que el Clubsport de nivel de entrada y el Senator de lujo están equipados con el 180 kW (245 CV; 241 HP) V8, el GTS de alto rendimiento venía de serie con el 200 kW (272 CV; 268 HP) versión y el paquete de frenos premium de HSV. El LSD era estándar en toda la gama.
- Clubsport
- Clubsport 5000i
- Sport Wagon.
- GTS
- Maloo
- Senator
- Senator 5000i
- SV91
- Nitron
- Formula
- HSV+6.

### VR/VS

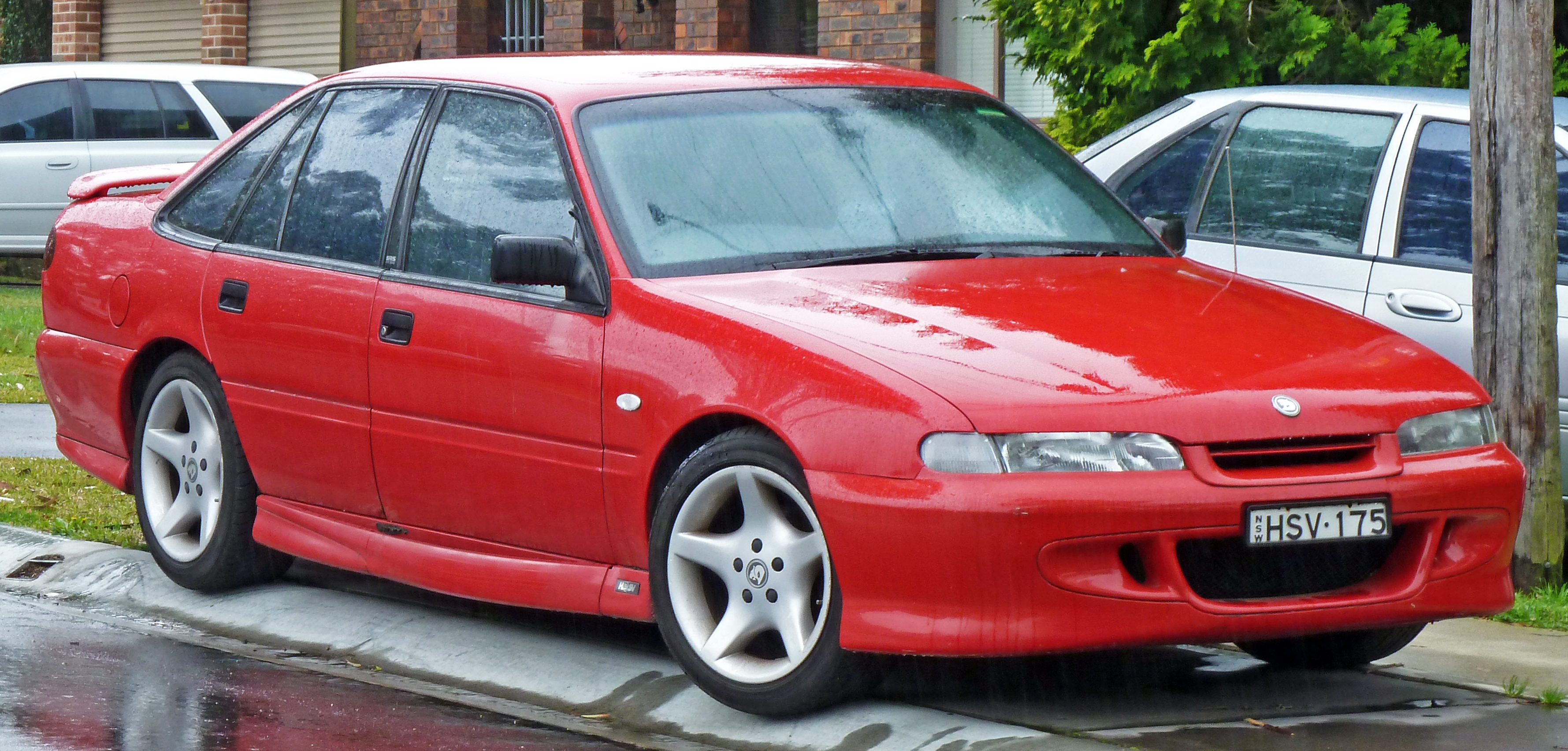
1993 HSV Clubsport

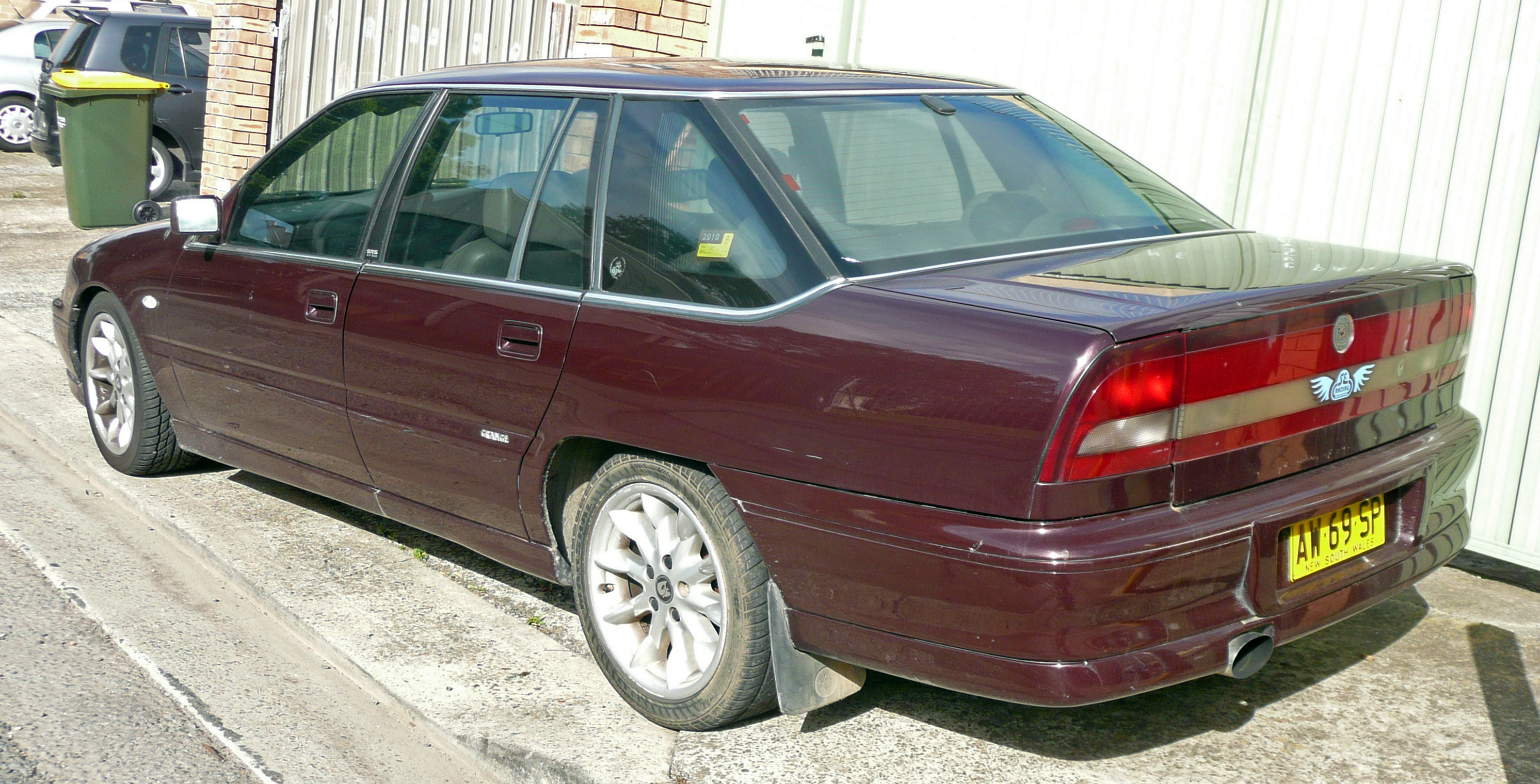
1998 HSV Grange

Tras el nombramiento del galardonado diseñador Ian Callum como jefe de diseño de TWR, los modelos HSV de la serie VR se beneficiaron de un diseño de carrocería más cohesivo y elegante. Se hicieron mejoras al V8 de 5.0 litros para producir 185 kW (252 CV; 248 HP), mientras que el GTS incluía una versión de 5.7 litros que producía 215 kW (292 CV; 288 HP), también disponible como opción en Senator desde mayo de 1994 en adelante. La serie VS de 1995 introdujo ligeros ajustes de estilo y un nuevo diseño de llantas de aleación de tres radios. Se estableció un Manta orientado a valores como el modelo básico de HSV para ampliar el atractivo. En 1996, se creó un buque insignia de edición limitada GTS-R que venía de serie con el V8 de 5.7 litros, transmisión manual BorgWarner-Tremec T56 de seis velocidades y un paquete de diferencial de acoplamiento viscoso (LSD) "Hydratrak". Disponible solamente en un color amarillo brillante polarizante (conocido como "XU-3 Yellah") con inserciones de fibra de carbono y un gran alerón trasero, el motor GTS-R podría tener un balance para obtener más potencia. En total, se produjeron 85 GTS-R, de los cuales diez fueron exportados a Nueva Zelanda. El VS serie II de 1996 introdujo el "Sistema de seguridad integrado" (ISS) de HSV como estándar, que presentaba un inmovilizador y una configuración electrónica diferente para cada automóvil producido en un esfuerzo por disuadir el robo. En 1996, un nuevo modelo basado en Statesman conocido como Grange reemplazó a los modelos HSV Statesman anteriores.
- Clubsport (camioneta disponible solamente en la serie VR)
- GTS
- Maloo
- Manta (solamente VS)
- Senator
- Statesman
- Grange (del VS Serie III de 1996)

| Modelo       | Motor                           | Potencia                           | Torque                          | Neumáticos                                                | 0 a 100 km/h (0 a 62 mph) | 0-1/4 de milla (402 m) | Velocidad máxima   | Precio sugerido (AUD)                                                                        |
| ------------ | ------------------------------- | ---------------------------------- | ------------------------------- | --------------------------------------------------------- | ------------------------- | ---------------------- | ------------------ | -------------------------------------------------------------------------------------------- |
| Maloo        | 4987 cm³ (5 L; 304,3 plg³) V8   | 185 kW (252 CV; 248 HP) @ 4800 rpm | 400 N·m (295 lb·pie) @ 3600 rpm | 205/55 ZR16 pulgadas (40,6 cm) – Bridgestone Expedia S-01 |                           |                        |                    |                                                                                              |
| Manta        | 4987 cm³ (5 L; 304,3 plg³) V8   | 185 kW (252 CV; 248 HP) @ 4800 rpm | 400 N·m (295 lb·pie) @ 3600 rpm | 225/50 ZR16 pulgadas (40,6 cm) – Bridgestone Expedia S-01 |                           |                        |                    | Sedán: $45,360 (manual), $46,675 (automático); Wagon: $48,640 (manual), $49,990 (automático) |
| Clubsport    | 4987 cm³ (5 L; 304,3 plg³) V8   | 185 kW (252 CV; 248 HP) @ 4800 rpm | 400 N·m (295 lb·pie) @ 3600 rpm | 235/45 ZR17 – Bridgestone Expedia S-01                    |                           |                        |                    | $49,790 (manual), $51,150 (automático)                                                       |
| Senator 185i | 4987 cm³ (5 L; 304,3 plg³) V8   | 185 kW (252 CV; 248 HP) @ 4800 rpm | 400 N·m (295 lb·pie) @ 3600 rpm | 235/45 ZR17 – Bridgestone Expedia S-01                    |                           |                        |                    | $59,785 (manual, automático)                                                                 |
| Senator 215i | 5737 cm³ (5,7 L; 350,1 plg³) V8 | 215 kW (292 CV; 288 HP) @ 4800 rpm | 475 N·m (350 lb·pie) @ 3600 rpm | 235/45 ZR17 – Bridgestone Expedia S-01                    |                           |                        |                    | $72,740 (manual, automático)                                                                 |
| GTS          | 5737 cm³ (5,7 L; 350,1 plg³) V8 | 215 kW (292 CV; 288 HP) @ 4800 rpm | 475 N·m (350 lb·pie) @ 3600 rpm | 235/45 ZR17 – Bridgestone Expedia S-01                    | 6.20 segundos             | 14.60 segundos         | 246 km/h (153 mph) | $65,975 (manual, automático)                                                                 |

### VT
Esta serie se basó en la nueva gama Holden VT Commodore lanzada en agosto de 1997. Fue la última serie en ser impulsada por V8 de 5.0 litros con bloque de hierro fundido con 265 CV (195 kW; 261 HP) y el stroker de 5.7 litros con 300 CV (221 kW; 296 HP) en el GTS. Se introdujo un vagón Senator Signature que era mecánicamente idéntico al del sedán. La carrocería VS ute se mantuvo para el Maloo. Solamente se produjeron 180 unidades Manta, después de lo cual este modelo se eliminó de la producción debido a su estrecha competencia con el modelo donante Commodore SS.
HSV's VT range included:
- Manta (nivel básico)
- Clubsport
- GTS (modelo de alto rendimiento)
- Senator Signature (modelo de lujo de entrada basado en Calais)
- Senator Signature wagon
- Grange (modelo de lujo superior basado en Caprice)
- Maloo (Utilitario basado en la serie VS)
- SV99 (limitado a solamente 99 vehículos, todos producidos entre 1999 y 2000)

La gama también incluía el XU8, que se fabricó en cantidades limitadas para llevar el último motor V8 fabricado en Australia.
El VT Series II representó una actualización importante para HSV a través de la introducción del nuevo V8 LS1 GENIII de 5.7 litros con 340 CV (250 kW; 335 HP), que vio a la revista Wheels  nombrar al GTS como el Holden más rápido de la historia. Tanto el vagón Manta como el Senator Signature se retiraron de la línea debido a un rendimiento de venta deficiente. El buque insignia GTS presentó muchas características únicas, como un Callaway tuneado 300 kW (408 CV; 402 HP) versión del LS1, una relación de transmisión final de 3.91 y la adición de eslabones de control de convergencia a su diseño IRS. El reciente lanzamiento de la nueva serie WH Caprice en 2001 permitió que Grange adquiriera su nueva apariencia. Esta serie también vio la introducción de un modelo V6 sobrealimentado llamado XU6, que finalmente no tuvo éxito y fue descrito como agrícola frente a nuevos competidores como el Mitsubishi Magna VR-X, que fue calificado como un producto superior en una comparación directa. Por primera vez, se lanzó un Clubsport más orientado al rendimiento, conocido como Clubsport R8. Venía de serie con el paquete de frenos y suspensión "Performance" de HSV, que se ofrecían como extras opcionales en el Clubsport. Una vez más, el Maloo permaneció disponible utilizando la carrocería VS ute.
La gama VT Series II de HSV incluye:
- XU6 (V6 de nivel básico sobrealimentado)
- Clubsport
- Clubsport R8 (nuevo modelo de desempeño)
- GTS
- Senator Signature
- Grange
- Maloo.

### VX/VU
A partir de los comentarios de los propietarios, HSV se esforzó por diferenciar su gama de vehículos de las ofertas estándar de Holden. Para lograr esto, HSV introdujo diseños de interiores y kits de carrocería más distintivos. Esta serie también vio la salida del motor LS1 aumentar en 5 kW (6,8 CV). La introducción de la nueva VU Holden Ute permitió a HSV producir una variante completamente nueva de Maloo. También estuvo disponible un modelo Senator 300 de edición limitada, equipado con el 300 kW (408 CV; 402 HP) V8 y modificaciones de suspensión del GTS.
La gama incluía:
- XU6
- Clubsport
- Clubsport R8
- Senator Signature
- Senator 300 (modelo de lujo de alto rendimiento)
- Grange
- GTS
- Maloo (nueva carrocería utilitaria).

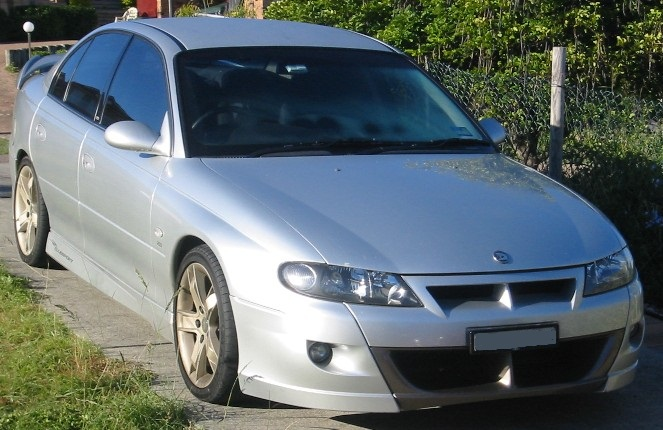
2002 HSV Clubsport R8

La gama VX vio HSV ofrecer sus primeros modelos Coupé basados en el nuevo serie V2, en especificaciones GTO y GTS. Este último reemplazó al sedán GTS pero fue impulsado por un motor menos potente 255 kW (347 CV; 342 HP) motor. Se agregó un modelo Maloo R8 con una especificación mejorada similar al Clubsport R8. Esta serie vio la adición del XU6-Maloo, que era esencialmente una versión utilitaria del sedán XU6. Este modelo se suspendió en breve debido a la falta de demanda. La edición especial SV300 se introdujo para reemplazar al Senator 300. Los enlaces de control de la punta de la suspensión trasera ahora se instalaron en toda la gama en línea con la actualización de Holden serie VX, para un mejor manejo. La actualización de VXII también trajo consigo la adición de Microdot s en todo el rango para reducir el robo, una característica a la que HSV se refiere como "ADN del HSV".
La gama ahora incluía:
- XU6
- Clubsport
- Clubsport R8
- Senator Signature
- SV300[18]
- Grange
- Coupé GTO
- Coupé GTS
- Maloo
- Maloo R8
- XU6-Maloo (utilitario de nivel básico)

### Serie Y

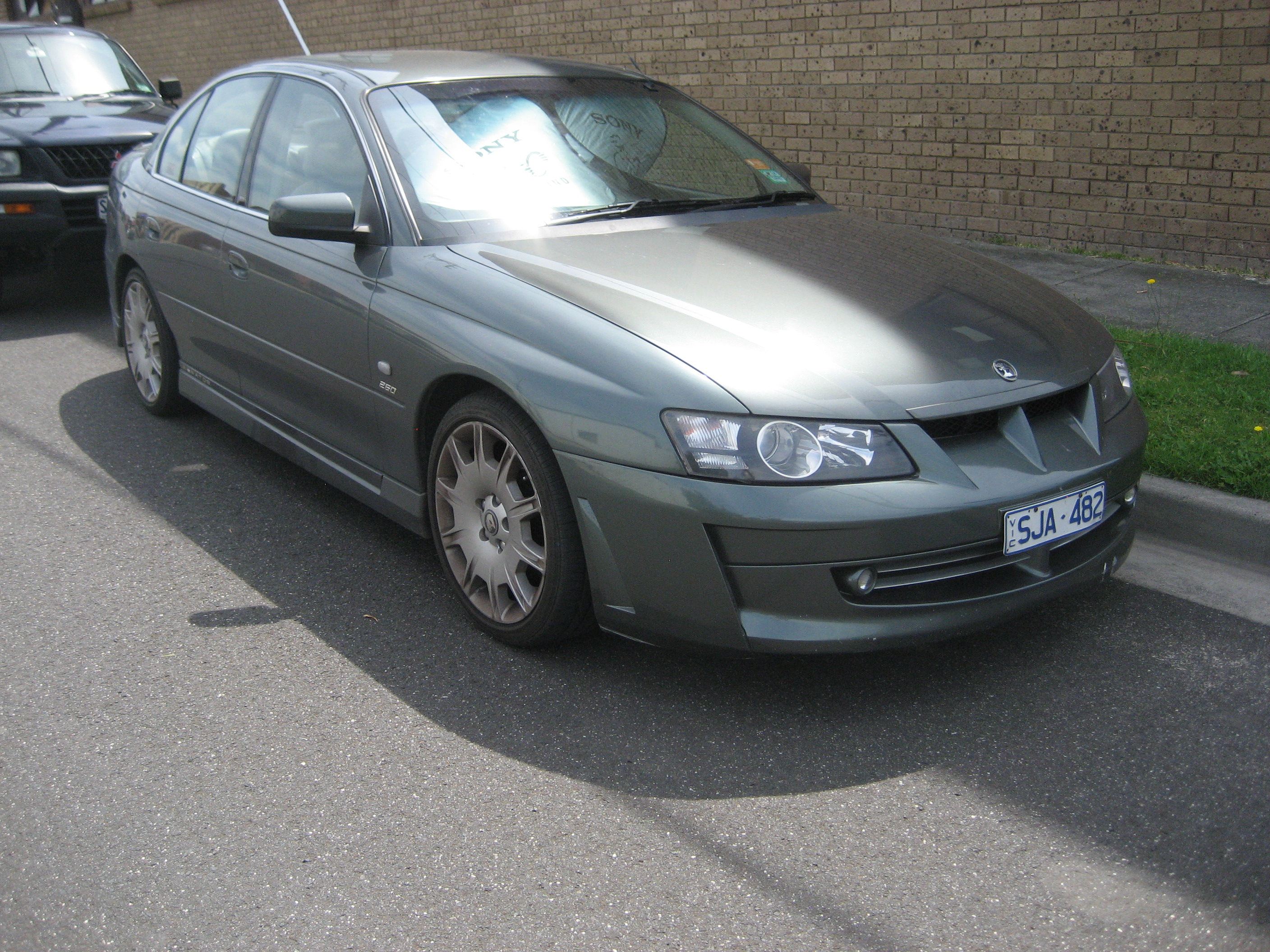
2002 HSV Senator

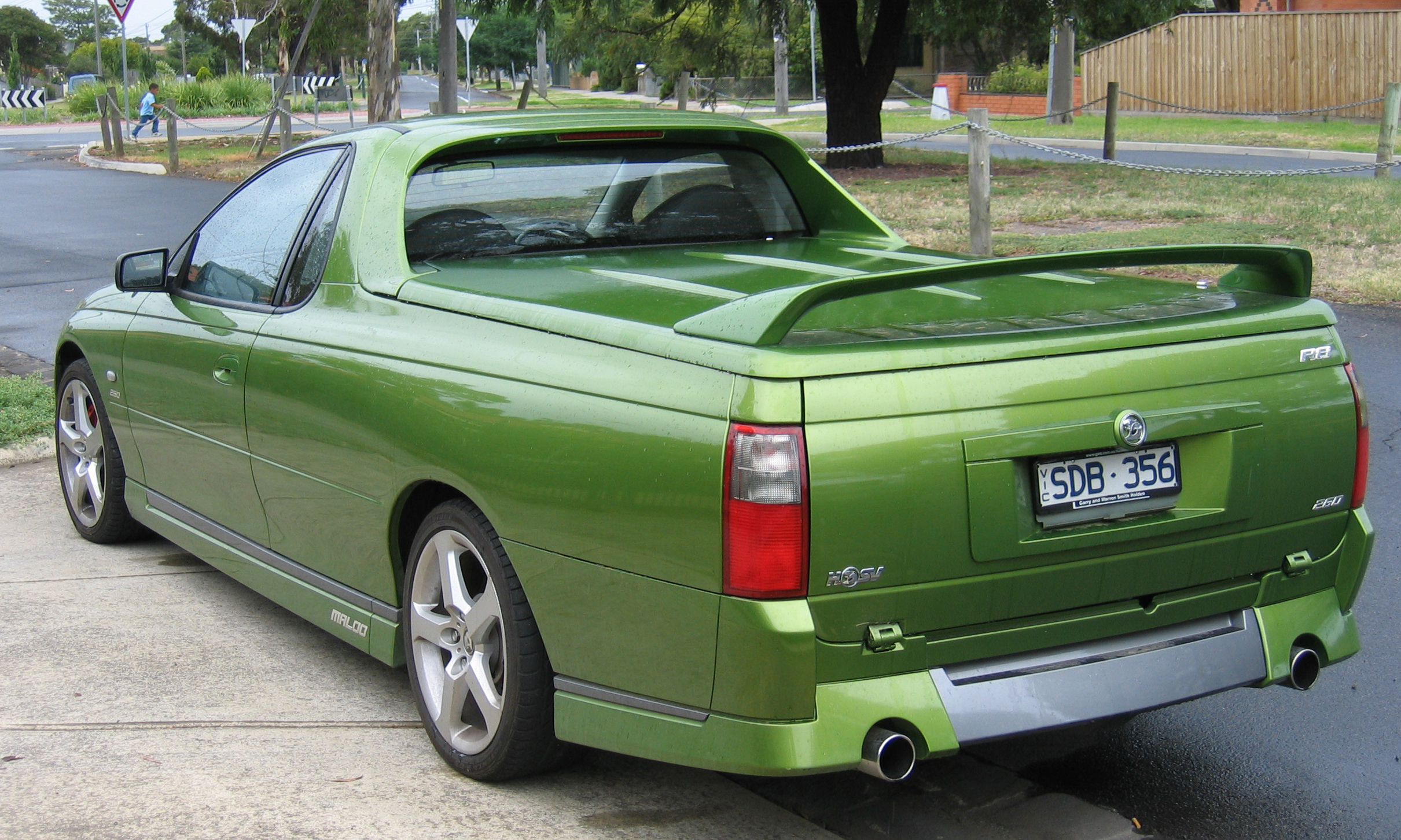
2002 HSV Maloo R8

Coincidiendo con el lanzamiento del VY Commodore, HSV produjo los modelos de la Serie Y adoptando un diseño aún más distintivo y una designación alfabética para distanciarse aún más del donante Holden. Mientras que el sedán GTS regresó con una ECU recalibrada que aumentaba la potencia 260 kW (354 CV; 349 HP), el XU6 se suspendió debido a una falta de demanda atribuida a una falta percibida de potencia adicional en relación con los sedán V6 sobrealimentados de Holden. El diseño de rejilla de doble riñón introducido por primera vez en la serie VR Commodore se convirtió en la nueva rejilla distintiva de HSV. Finalmente, la gama Senator se dividió en modelos Senator de nivel de entrada y modelos Senator Signature de lujo de gama alta.
La gama incluía:
- Clubsport
- Clubsport R8
- GTS
- Senator
- Senator Signature
- Grange
- Coupé GTO
- Coupé GTS
- Maloo
- Maloo R8
- Avalanche (vagón de rendimiento AWD)

Y II Series

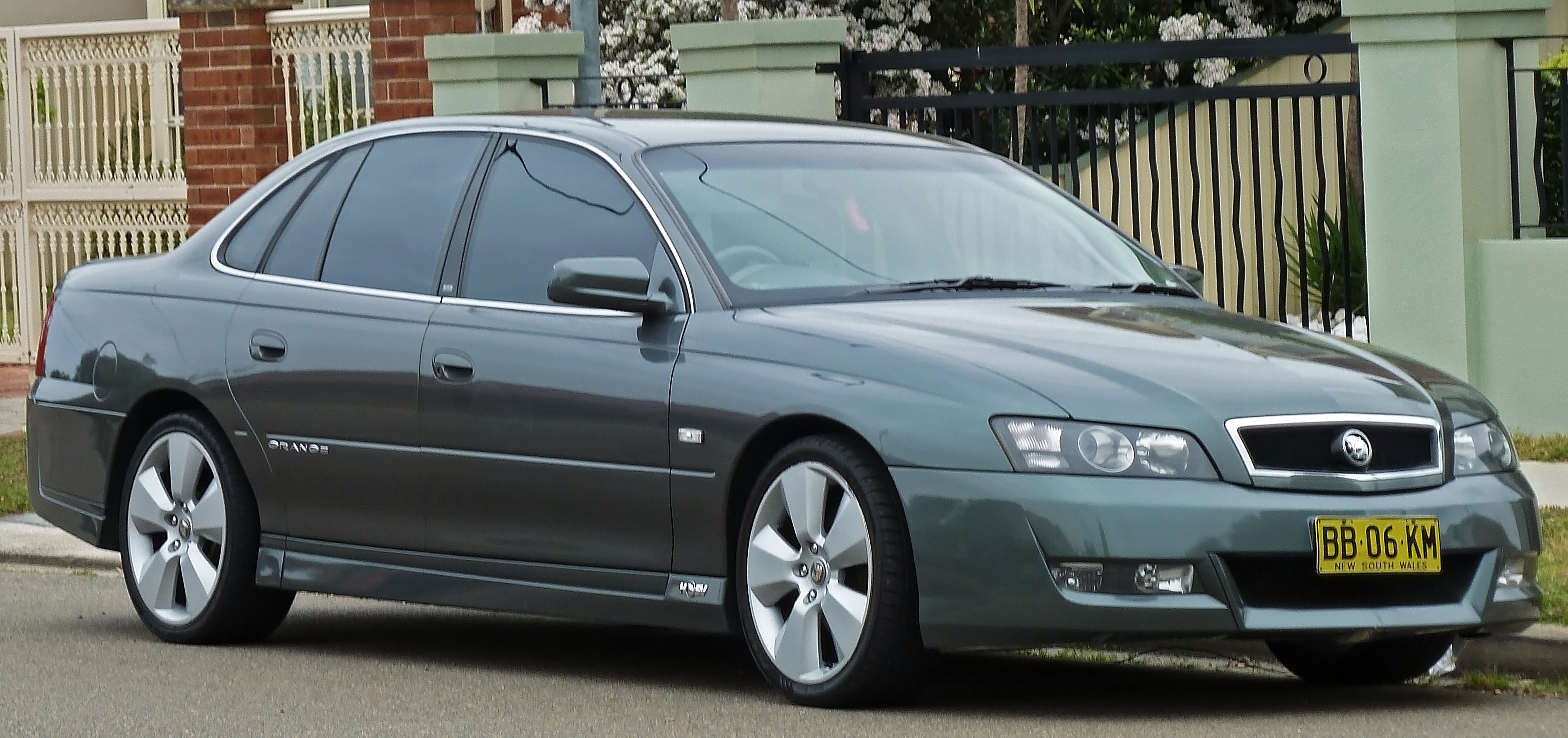
2004 HSV Grange

Esta gama mejorada se caracteriza por un aumento significativo de potencia para 285 kW (387 CV; 382 HP). Siguieron rumores de que un nuevo motor estaba previsto para el lanzamiento, con el desarrollo del nuevo LS2 de GM casi completo. Esta actualización de energía cerró la brecha de rendimiento entre los modelos principales de HSV y el 300 kW (408 CV; 402 HP) buque insignia GTS, lo que provocó especulaciones de que el GTS también estaba configurado para un aumento de potencia. Un WK Statesman / Caprice actualizado de Holden también formó la base para el nuevo Grange. El GTO Coupé regresó y las incursiones de la empresa matriz Holden con tracción en las cuatro ruedas (AWD) vieron la introducción del Avalanche basado en el Holden Adventra, el XUV basado en el Holden Crewman y el Coupé4 basado en el Holden Monaro. Esto último fue particularmente significativo, ya que fue la primera vez que el sistema AWD de Holden se usó en una aplicación tan baja. Estas nuevas incorporaciones a la gama hicieron de la Y Series II la gama HSV más grande de la historia, con 16 variantes.
La gama incluía:
- Clubsport
- Clubsport R8
- Clubsport SE
- GTS
- Senator
- Senator Signature
- Grange
- Coupé GTO
- Coupé GTS
- Coupé4 (AWD)
- Maloo
- Maloo R8
- Avalanche
- Avalanche XUV (utilitario de rendimiento AWD)

### Serie Z

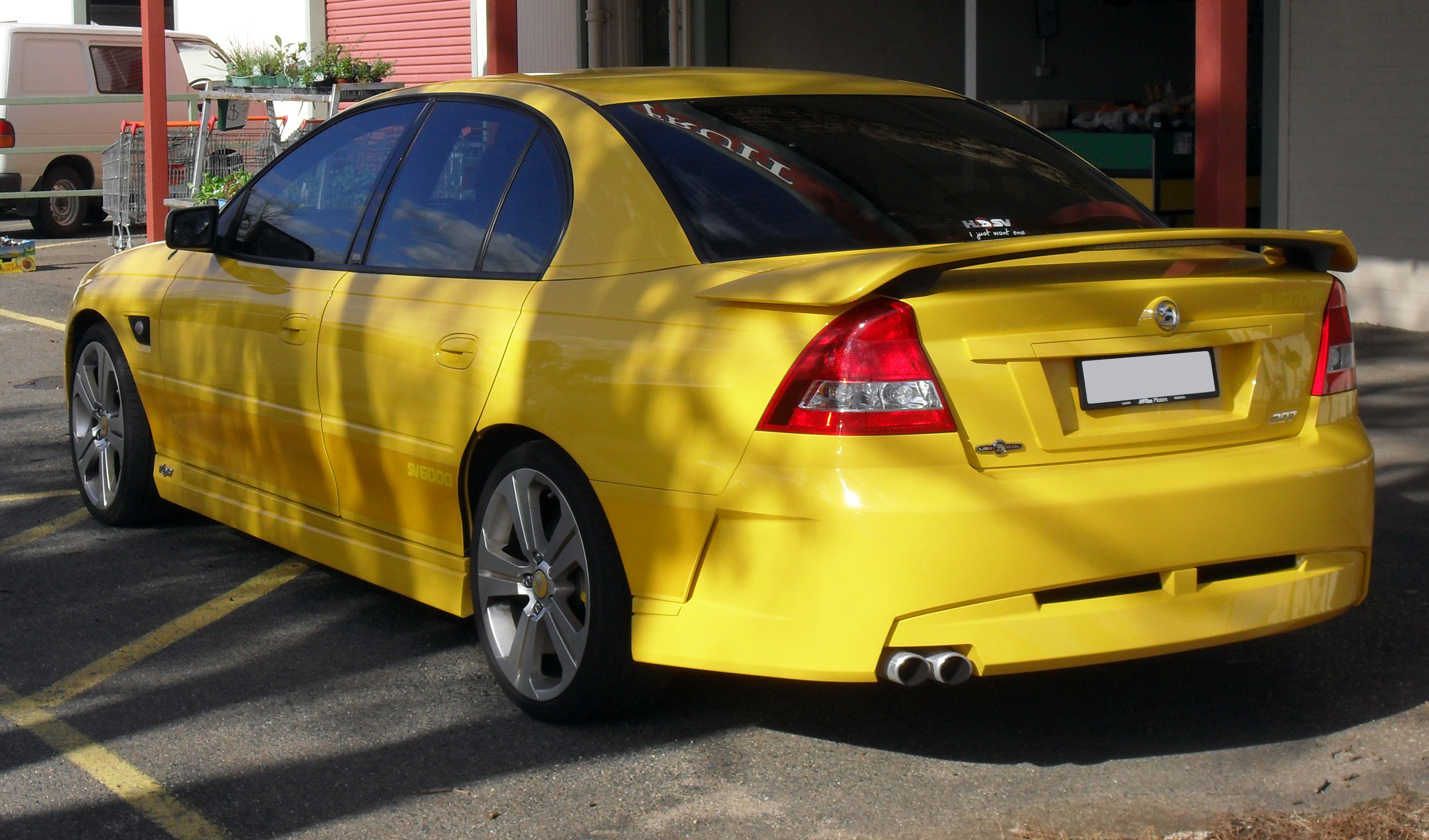
HSV SV6000 (2005)

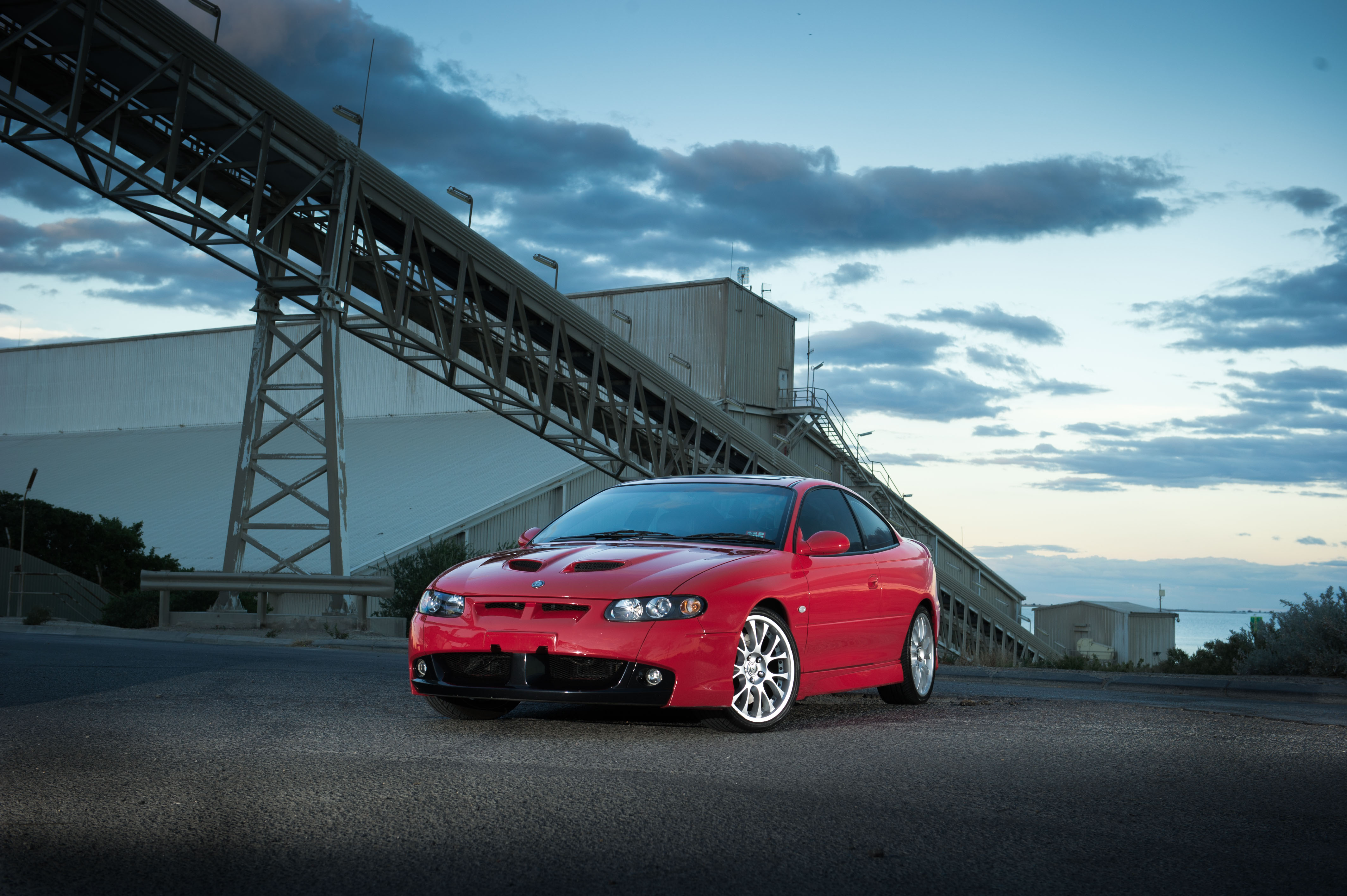
2006 HSV Signature Coupe

Esta serie de VHS lanzada en octubre de 2004, se conoció como la Serie "Z", lo que refleja el hecho de que se basaron en la serie VZ del donante Holden Commodore. Esto vio la introducción, en toda la gama, del nuevo GM LS2 V8, que generó 297 kW (404 CV; 398 HP). Los modelos AWD conservaron el LS1 menos potente. La falta de un modelo GTS en esta serie fue atribuible a la diferencia de potencia insignificante entre los nuevos modelos LS2 y un potencial 300 kW (408 CV; 402 HP) GTS, provocando rumores de que el nuevo V8 LS7 se utilizaría en la siguiente serie. En lugar del GTS, HSV lanzó el SV6000, que se basaba en el Clubsport y estaba limitado a 50 unidades. Un nuevo modelo WL Statesman/Caprice también resultó en un Grange mejorado.
La serie Z fue la primera gama con la que HSV llegó a Oriente Medio con los sedán de competición ClubSport R de una sola marca, y fue la última serie que se basó en el VT Commodore 1997-2006, que adoptó la plataforma "V-body".
El 25 de mayo de 2006, un HSV Maloo R8 estándar 2006 impulsado por Mark Skaife se registró a una velocidad promedio de 271,44 km/h (168,66 mph) en el Woomera, Australia del Sur. La velocidad fue reconocida por el representante de Guinness World Records, Chris Sheedy, como la camioneta de producción más rápida registrada. La velocidad mejoró con respecto al récord anterior de una Dodge Ram SRT-10 en 248,784 km/h (154,587 mph), pero como muchos descubrieron después de que se estableció el récord, que el R8 no era en realidad 'stock', ya que incluía un sistema de inducción de aire frío de carrera y otras modificaciones de rendimiento que le permitieron alcanzar 271 km/h (168 mph). La velocidad máxima del VZ Maloo R8 estándar es en realidad 249 km/h (155 mph) y fue galardonado con la "camioneta de tamaño mediano más rápida" y, por lo tanto, el récord mundial ya no cumple debido a modificaciones y diferentes tamaños de camioneta.
Una gama revisada se lanzó en enero de 2006 y se designa como la Serie Z MY06, en lugar del apodo más tradicional de "Serie II".
La edición limitada Signature Coupe fue la despedida de HSV del Monaro/GTO como el último cupé de dos puertas fabricado en Australia.
La gama incluía:
- Clubsport
- Clubsport R (serie de carreras monomarca)
- Clubsport R8
- Clubsport R8 Holden Racing Team (edición limitada)
- Clubsport R8 Toll HSV Dealer Team (edición limitada)
- SV6000 (edición limitada)
- Grange
- Senator
- Senator Skaife Signature (edición limitada)
- Coupé GTO
- Coupé4 AWD
- Coupé GTO LE
- Coupé Signature (edición limitada)
- Maloo
- Maloo R8
- Maloo R8 15th Anniversary (edición limitada)
- Avalanche
- Avalanche XUV

Además, en julio de 2005, HSV lanzó el Clubsport, Clubsport R8 de solamente manual actualizado y Coupé GTO equipado con paquetes de rendimiento "Dealer Team Spec" opcionales de 2 etapas.

### Serie E

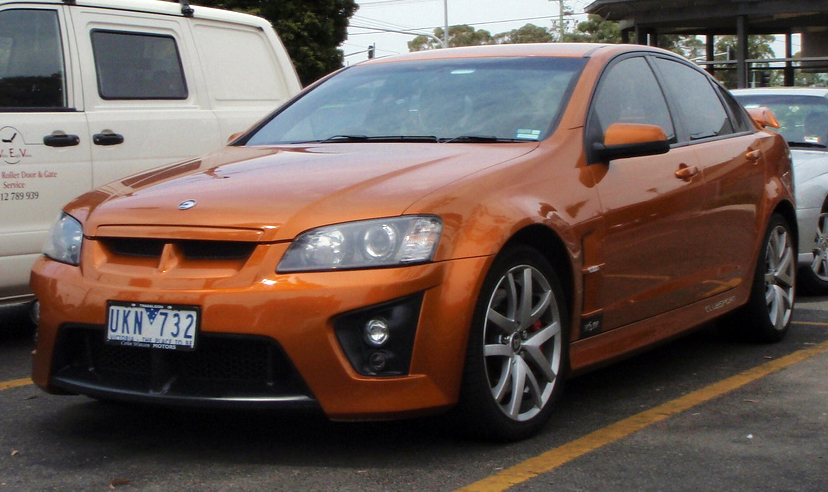
HSV Clubsport R8 (2006)

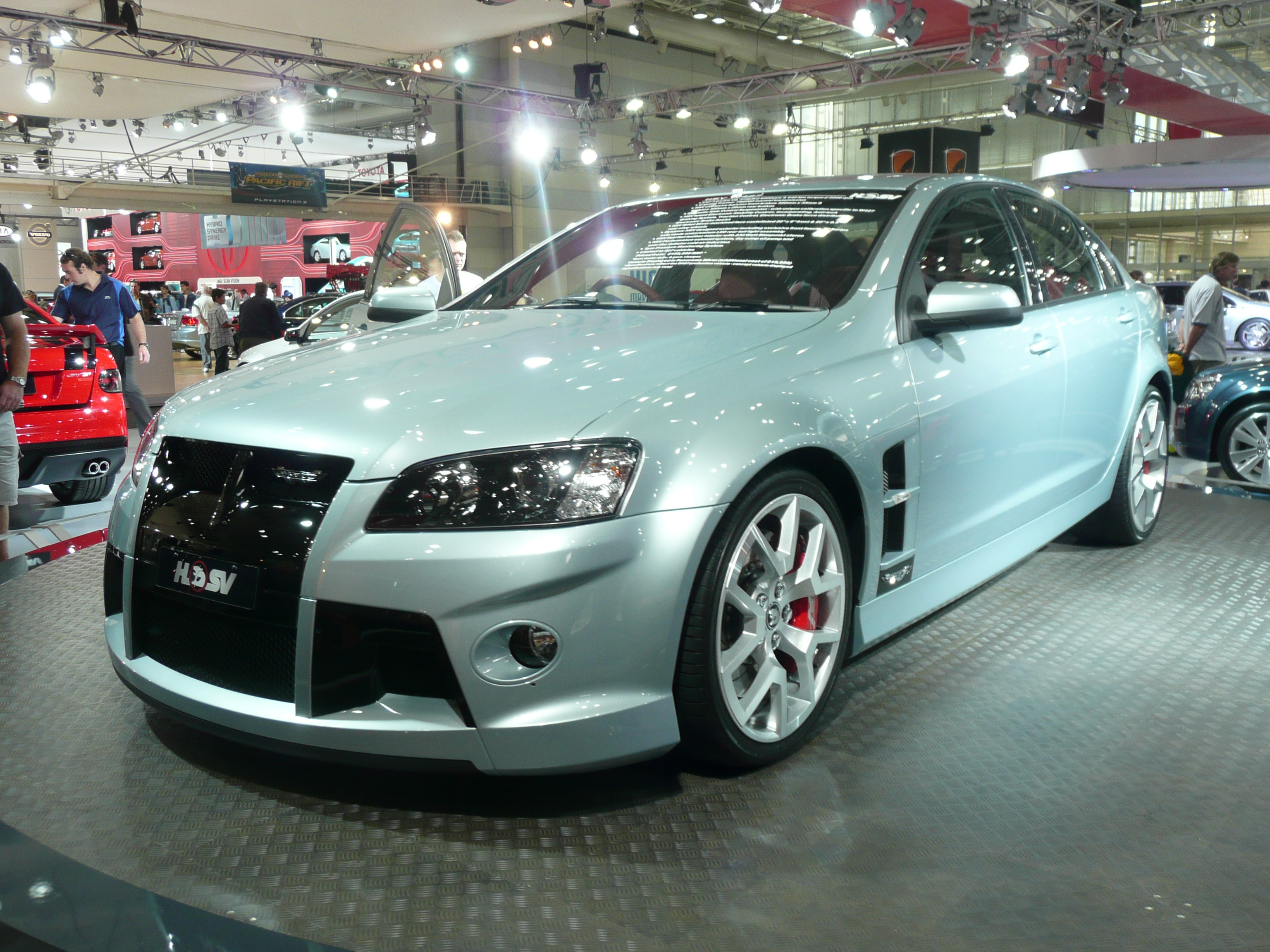
W427 serie E sedán de 2008

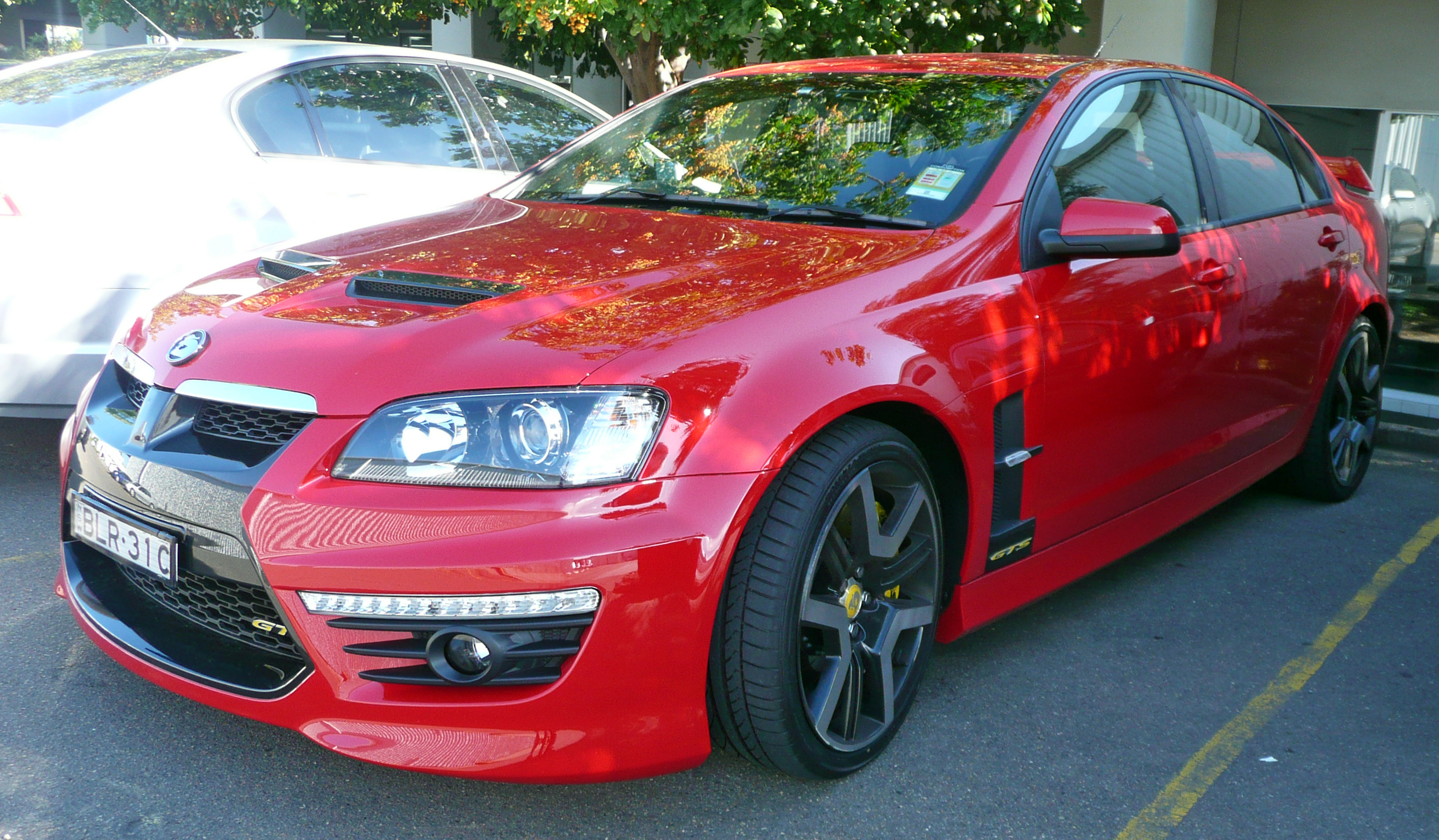
2009 HSV GTS

En julio de 2006 se presentó un chasis Holden Commodore totalmente nuevo, conocido como VE. A continuación, se lanzó una nueva gama de modelos HSV de la serie "E" en agosto de 2006.
Los cambios en el sistema de escape produjeron una 10 kW (13,6 CV) aumento de potencia para el LS2 para 307 kW (417 CV; 412 HP). Se introdujeron amplias modificaciones en la chapa metálica y el interior del VE Commodore básico, en particular las exclusivas luces traseras de led y los distintivos respiraderos laterales. Se ofrece la nueva transmisión automática "GM 6L80-E" de 6 velocidades del VE Commodore y el control de estabilidad electrónico es estándar en todos los modelos.
El GTS, Senator Signature y Grange también cuentan con  Magnetic Ride Control  conmutable para mejorar la conducción y el manejo. Como tal, la Serie E representa los desarrollos de modelos más costosos de HSV en su historia, solamente con el sistema de suspensión MRC que cuesta 4 500 000 AUD$. En octubre, se lanzó un nuevo modelo Grange basado en el Holden WM Caprice con la misma suspensión V8 y MRC que el Senator Signature y el GTS, aunque con sus propios ajustes únicos.
HSV también lanzó un HSV Senator Signature SV08 que se lanza en una serie limitada de 20 unidades manuales y 30 automáticas. Este modelo presentaba pinturas inferiores, placas de umbral y detalles cromados adicionales en los espejos laterales y las manijas de las puertas. Estaba propulsado por un V8 en desarrollo con 317 kW (431 CV; 425 HP) acoplado a una nueva transmisión Tremec TR-6060 y tenía ruedas "Pentagon" de 20 pulgadas (50,8 cm), sistema de suspensión "Magnetic Ride Control" con modo Sport y sistema "Park Assist".
En agosto de 2008, HSV lanzó su nuevo modelo insignia, el W427. Este auto está basado en el GTS, pero lleva un V8 LS7 de 7011 cm³ (7 L; 427,8 plg³) junto con frenos más grandes, caja de cambios reforzada, suspensión revisada y configuraciones únicas MagneRide (MRC). El W427 fue el automóvil más potente jamás fabricado en Australia hasta el lanzamiento del Gen-F GTS, con salidas de potencia de 375 kW (510 CV; 503 HP) a 7000 rpm y 640 N·m (472 lb·pie) a 5000 rpm. Seguía siendo el más caro con 155 500 AUD$.
El 28 de marzo de 2008, HSV anunció que el V8 LS3 de 6162 cm³ (6,2 L; 376 plg³) se instalaría en todos los modelos de la serie E, a excepción del LS7 W427 a partir de abril de 2008. El LS3 la potencia de salida es 317 kW (431 CV; 425 HP), mientras que el par máximo no ha aumentado con respecto al LS2.
El 12 de mayo de 2008 se anunció el anuncio de un nuevo modelo de la serie HSV E; el HSV "Tourer". Este nuevo modelo, basado en el VE Holden Sportwagon, fue lanzado oficialmente más tarde en septiembre de 2008.
La gama incluía:
- Clubsport R8
- Clubsport R8 20th Anniversary Edition (edición limitada)
- Clubsport R8 Tourer
- Clubsport GXP (edición limitada)
- GTS
- W427
- Senator Signature
- Senator SV08 (edición limitada)
- Grange
- Maloo R8
- Maloo GXP (edición limitada)

E Series 2

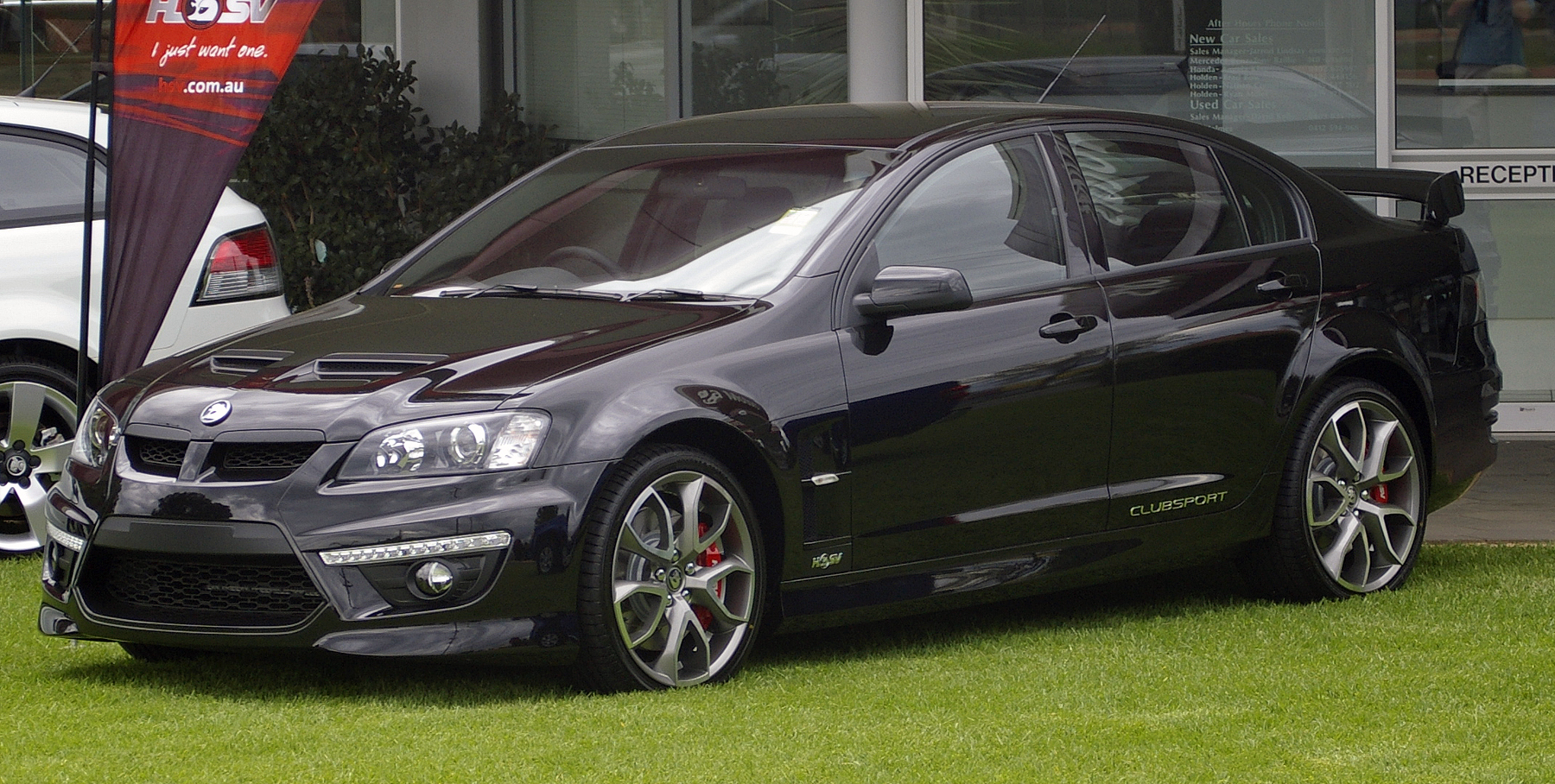
2009 HSV Clubsport R8

La gama HSV E Serie 2 se lanzó a finales de 2009 y fue la actualización más importante desde el lanzamiento de los HSV Serie E. Los precios comenzaron en $ 65,990 para el Clubsport R8.
La gama recibió muchos cambios estéticos con nuevos parachoques delanteros y traseros, cofre de dos tomas de aire del Pontiac G8 y una nueva gama de diseños de ruedas. La Serie 2 tiene un aspecto muy distintivo de luces de circulación diurna estándar en toda la gama E2. El 9 de septiembre de 2010, HSV lanzó el E Series 3.
Los nuevos motores de la gama son los V8 LS3 de 6162 cm³ (6,2 L; 376 plg³) con 325 kW (442 CV; 436 HP) utilizado exclusivamente por el HSV GTS, mientras que el resto de la gama E2 estaba equipada por un LS3 con 317 kW (431 CV; 425 HP). Los nuevos motores también habían mejorado el ahorro de combustible en un 4.2 por ciento en el LS3 V8. Nuevos eran los controles de lanzamiento inteligentes, el ESC en modo Competición y los sistemas de control de crucero extendido, todos estándar para los modelos E2, excluyendo el control de lanzamiento inteligente que solamente está disponible con una transmisión manual.
E Series 3

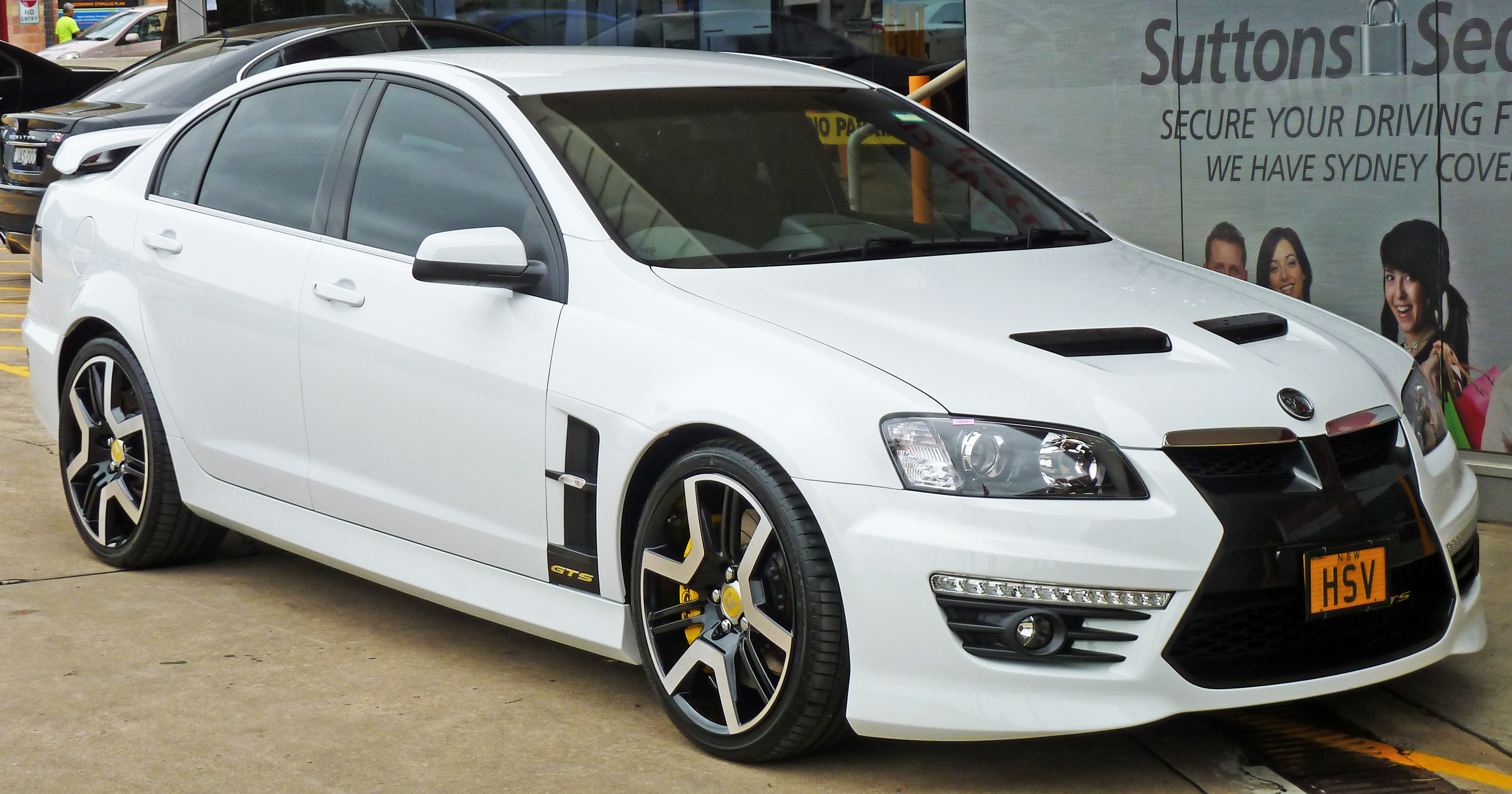
2010 HSV GTS

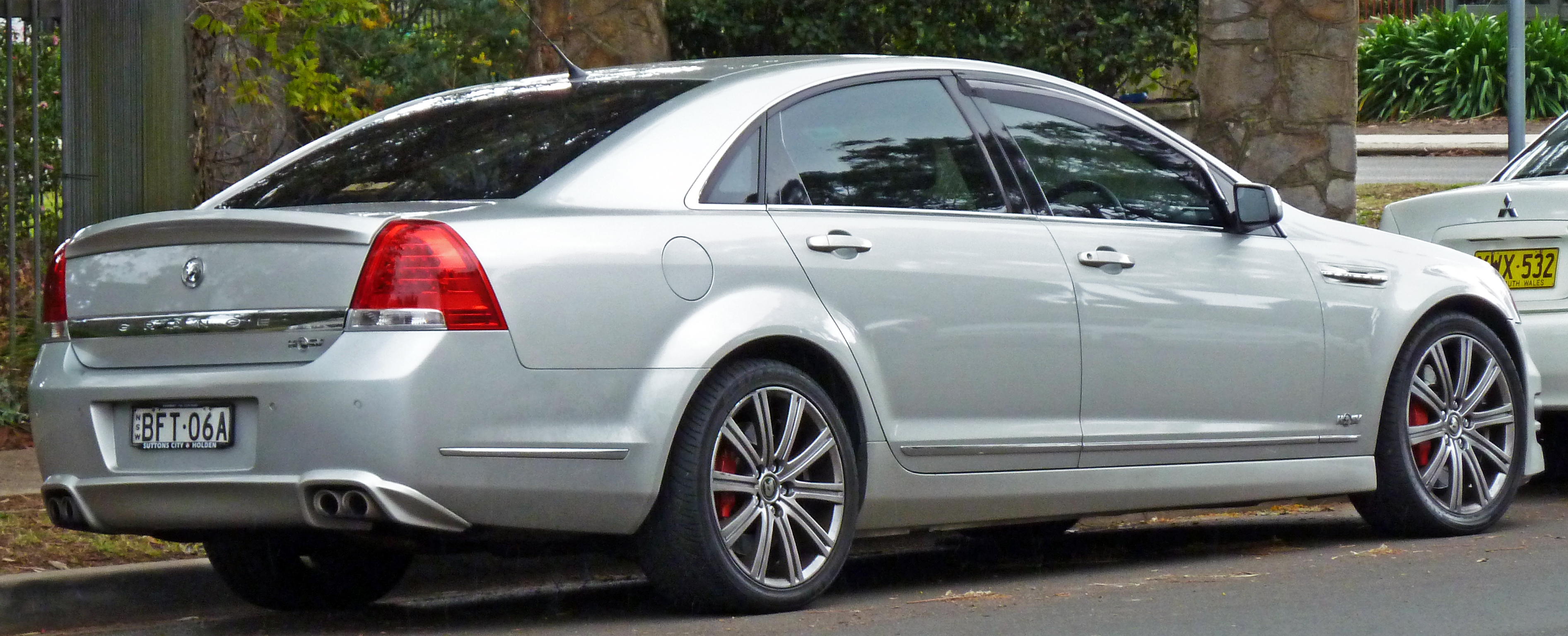
2006-2009 HSV Grange

Esta última versión de la Serie E se lanzó el 21 de septiembre de 2010.
Los cambios notables entre E Series 2 y 3 incluyen que la potencia GTS se ha aumentado a 325 kW (436 HP; 442 CV), convirtiéndolo una vez más en la parte superior de la lista de HSV; el precio del GTS E Serie II se ha incrementado a $80,990; la interfaz de conductor mejorada HSV (versión de carreras de Holden IQ), el nuevo sistema LPI, el GLP y el combustible sin plomo son opciones de $ 5,990 en todos los modelos excepto el R8 Tourer; y el interior actualizado de Holden VE II Commodore y el nuevo escape trasero y spoilers traseros.
| Modelo                               | Precio sugerido | Potencia máxima                    |
| ------------------------------------ | --------------- | ---------------------------------- |
| Maloo R8                             | 64 990 AUD$     | 317 kW (431 CV; 425 HP) @ 6000 rpm |
| Clubsport R8                         | 67 990 AUD$     | 317 kW (431 CV; 425 HP) @ 6000 rpm |
| Clubsport R8 Tourer                  | 68 990 AUD$     | 317 kW (431 CV; 425 HP) @ 6000 rpm |
| Maloo R8 SV Black Edition            | 67 990 AUD$     | 317 kW (431 CV; 425 HP) @ 6000 rpm |
| Clubsport R8 SV Black Edition        | 71 990 AUD$     | 317 kW (431 CV; 425 HP) @ 6000 rpm |
| Clubsport R8 Tourer SV Black Edition | 72 990 AUD$     | 317 kW (431 CV; 425 HP) @ 6000 rpm |
| Senator Signature                    | 83 990 AUD$     | 317 kW (431 CV; 425 HP) @ 6000 rpm |
| GTS                                  | 82 990 AUD$     | 325 kW (442 CV; 436 HP) @ 6000 rpm |
| GTS 25th Anniversary                 | 92 980 AUD$     | 325 kW (442 CV; 436 HP) @ 6000 rpm |
| Grange                               | 88 990 AUD$     | 325 kW (442 CV; 436 HP) @ 6000 rpm |

### Gen-F

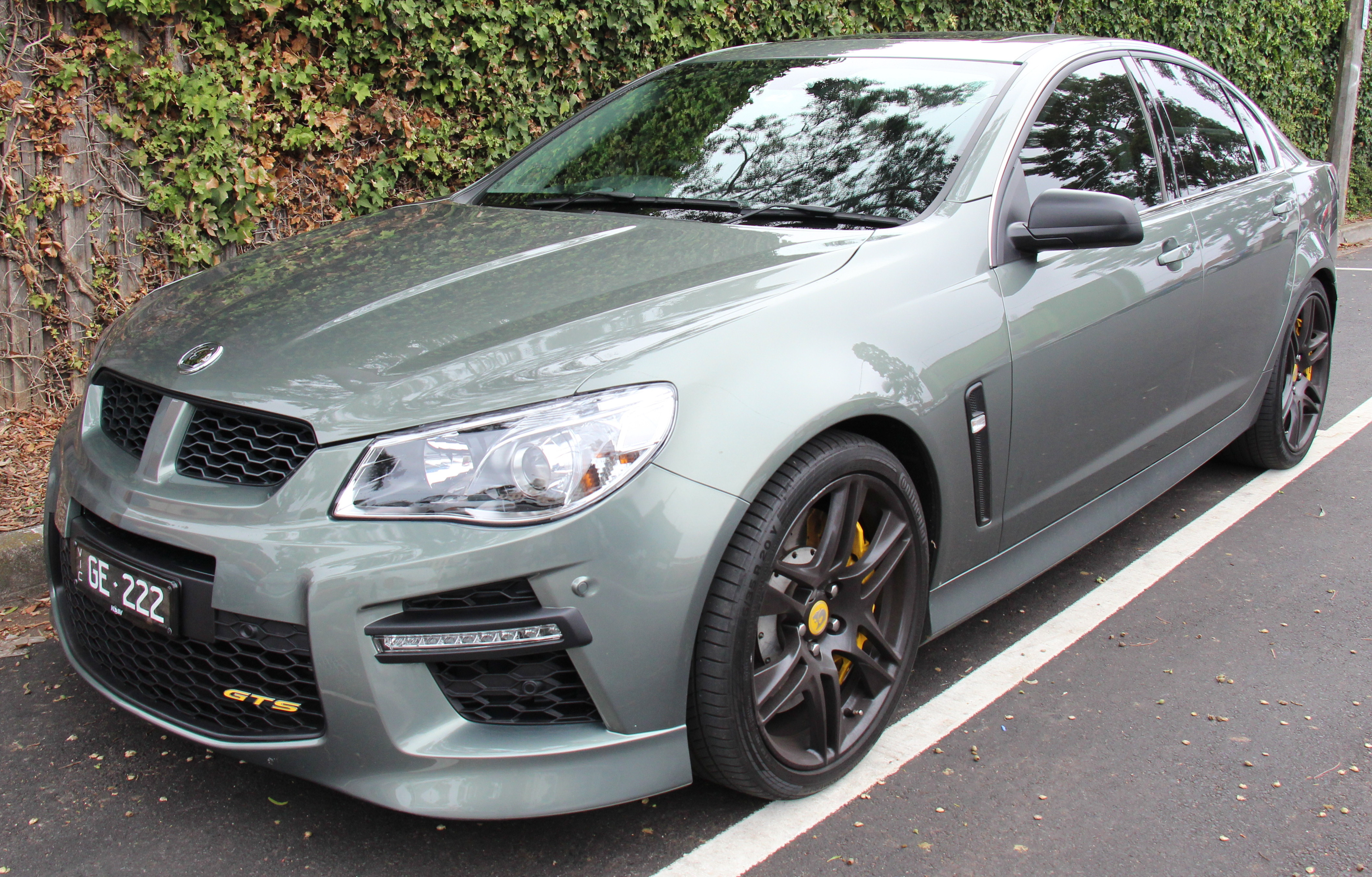
2013 HSV GTS

La serie Gen-F, que se basa en la serie VF Commodore salió a la venta en agosto de 2013. El HSV GTS se convirtió en el coche de producción más potente jamás producido en Australia, con 430 kW (585 CV; 577 HP) y 740 N·m (546 lb·pie) de par. Su precio minorista era considerablemente más alto que el de los modelos E Series 3 equivalentes, con un costo de más de 90 000 AUD$.
La gama incluía:
- Clubsport R8
- Clubsport R8 SV Black (350 hechos)
- Clubsport R8 Tourer
- Clubsport R8 25th Anniversary (edición limitada)
- Clubsport R8 LSA
- Clubsport R8 Track Edition
- Grange
- GTS
- GTSR
- GTSR W1
- GTS Maloo
- GTSR Maloo
- GTSR W1 Maloo (Solamente 5 hechos, vendidos a VIP)
- Maloo
- Maloo R8
- Maloo R8 LSA
- Maloo R8 LSA 30th Anniversary (edición limitada)
- Maloo R8 SV Black
- Senator Signature
- Senator SV (edición limitada)